# Троицкая часовня (Санкт-Петербург, Смоленское кладбище)
Тро́ицкая часовня — памятная часовня на Смоленском православном кладбище в Санкт-Петербурге, расположена на месте снесённого храма Пресвятой Троицы.

## История
Часовня расположена недалеко от пересечения Михайловской дорожки и Сперанской дорожки, ведущей от Смоленской церкви к часовне Ксении Блаженной. Раньше на этом месте находилась церковь Пресвятой Живоначальной Троицы. 15 февраля 1932 года она была разобрана по распоряжению советских властей. Полученный таким образом кирпич в количестве 70-80 тысяч штук был использован для надстройки дома по Камской ул., д.14, чтобы покрыть дефицит жилплощади в Ленинграде. В 1993 году на пустыре, оставшемся после снесения церкви, был установлен памятный камень.
В 1995 году на месте бывшей церкви было решено построить часовню с разрешения администрации Санкт-Петербурга по ходатайству приходского совета церкви Смоленской иконы Божией Матери. Благодаря архивным и геофизическим исследованиям, проведённым по благословению настоятеля Смоленской церкви протоиерея о. Виктора Московского (1949—2020), был найден фундамент церкви, что позволило запроектировать размещение часовни в границах прежнего алтаря. Проект составил архитектор С. В. Самусенко. Часовня построена в 2001 году и освящена 22 июля 2002 года. По другим сведениям, часовню освятил 10 августа 2002 года во время крестного хода в день Смоленской иконы Божией Матери преосвященнейший Константин, ректор Санкт-Петербургских Духовных академии и семинарии, викарий Санкт-Петербургской епархии, епископ Тихвинский, с 2015 года митрополит Петрозаводский и Карельский.
После освящения часовни каждый год в день Святой Живоначальной Троицы после Божественной Литургии причт совершает крестный ход от Смоленской церкви до памятной Троицкой часовни, у которой затем служит молебен.

## Архитектура
Троицкая часовня представляет собой открытое одноглавое кирпичное здание-сень в неорусском стиле с четырьмя стрельчатыми арками с каждой стороны. Одна из арок заделана стеной, на внутренней части которой находится мозаичная икона Святой Троицы с иконы Андрея Рублёва. Под изображением текст Трисвятого: «Святый Боже, Святый Крепкий, Святый Безсмертный, помилуй нас.» Эта икона создана в мастерской художника-монументалиста Сергея Николаевича Репина: она набиралась три года по детальным репродукциям оригинала.
На крыше часовни располагается высокий цилиндр, увенчанный позолоченной луковичной главкой с крестом.
На внешней (восточной) стороне стены укреплена тёмная мраморная доска со следующей надписью:
На сем месте находился главный престол храма во Имя Святой Живоначальной Троицы, построенного по проекту архитектора В. Т. Кульченкова и освященного в 1831 г. В 1932 г. храм был разобран на кирпич по распоряжению богоборческой власти. Сия памятная часовня возведена в 2001 г.
Под доской на земле организован цветник.